# Carlo Emanuele Buscaglia
Carlo Emanuele Buscaglia (* 22. September 1915 in Novara; † 24. August 1944 in Neapel) war ein Pilot der italienischen Luftwaffe.

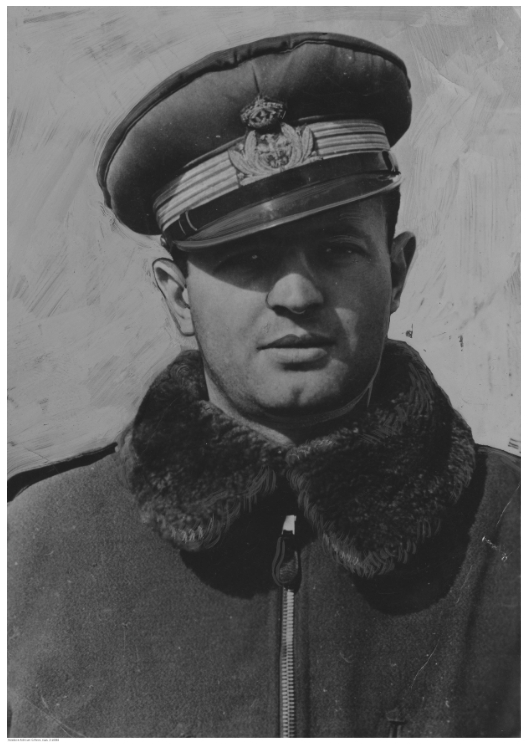
Carlo Emanuele Buscaglia (1943)

## Zweiter Weltkrieg
Buscaglia war einer der wenigen Offiziere der italienischen Luftwaffe, die an der Entwicklung und Erprobung der neuen, von Flugzeugen abgeworfenen Torpedos mitarbeiteten. Nach einer kurzen Verwendung bei einer Bomberstaffel kam er zu einer neuen Torpedofliegereinheit (Reparto Speciale Aerosiluranti), die am 25. Juli 1940 auf dem Flugplatz Görz aufgestellt worden war. Diese zunächst mit Erprobungsaufgaben beauftragte Einheit verlegte jedoch recht bald auf den libyschen Einsatzflugplatz El Adem. Von dort aus sollten sie mit ihren dreimotorigen mittleren Bombern vom Typ Savoia Marchetti SM.79 britische Konvois angreifen. Trotz etlicher technischer und logistischer Probleme flogen fünf Bomber, darunter Buscaglia, am 15. August 1940 einen ersten Nachtangriff auf den britischen Flottenstützpunkt in Alexandria. Der Tiefstflugangriff scheiterte, weil die Torpedos im schlammigen Hafenbeckengrund stecken blieben. Eine italienische Maschine kehrte von diesem eher als Test gedachten Einsatz nicht zurück. Am 27. August griff Buscaglia vor Sidi el Barrani allein einen britischen Kreuzer an, landete aber wiederum keinen Treffer.
Im September 1940 entstand aus der Erprobungseinheit die 278. Torpedofliegerstaffel, die am 17. September einen ersten Erfolg verzeichnete. Buscaglia griff zusammen mit einer zweiten SM.79 eine britische Flotteneinheit an, die die italienischen Stellungen bei Bardia beschoss. Beide Flugzeuge griffen den Kreuzer HMS Kent an, der schwer beschädigt wurde und 12 Monate außer Dienst blieb. Hierfür wurde er mit der Medaglia d’oro al valor militare ausgezeichnet. Dieser Einsatz leitete eine Reihe von Erfolgen der zahlenmäßig recht kleinen italienischen Torpedofliegertruppe ein (Motto: “Pauci sed semper immites” (deutsch: „Wenige, aber immer schlagkräftig“)). Am 14. Oktober 1940 griff ein Flugzeug der Staffel den Kreuzer HMS Liverpool an, dessen Bug durch einen Torpedotreffer weggerissen wurde. Im November flog Buscaglia mit seinen Kameraden mehrere Angriffe auf britische Schiffe, jedoch ohne Erfolg. Am 3. Dezember 1940 gelang Buscaglia bei Suda (Kreta) ein Angriff auf den Kreuzer HMS Glasgow, der ebenfalls für mehrere Monate außer Gefecht gesetzt wurde. Am 10. Januar 1941 operierte Buscaglia vom sizilianischen Catania aus gegen einen britischen Malta-Konvoi.
Am 5. März 1941 erhielt Buscaglia das Kommando über die neue 281. Torpedofliegerstaffel in Grottaglie bei Tarent, die kurze Zeit später von Rhodos aus gegen britische Konvois im östlichen Mittelmeer operierte. Nach einigen weniger effektiven Einsätzen, u. a. gegen den Flugzeugträger Formidable, gelang am 18. April 1941 die Versenkung des Tankers British Science und am 8. Mai die Beschädigung des Frachters Rawnsley (am 12. Mai definitiv versenkt). Ein britischer Luftangriff auf den Flugplatz auf Rhodos zwang die Staffel für kurze Zeit zur Untätigkeit. Im Juni 1941 unternahm sie wieder Angriffe auf Zypern und die ägyptische Küste, wo sie im August einen Netzleger und einen Tanker versenkte.
Am 13. Oktober 1941 griffen drei SM.79 einen starken britischen Flottenverband westlich von Alexandria an. Aus technischen Gründen musste eine SM.79 bei einem Torpedoangriff das aus allen Rohren feuernde Schlachtschiff Barham in geringer Höhe überfliegen, wobei der Bordfotograf ein berühmtes Bild schoss.
Carlo Emanuele Buscaglias Staffel flog in den folgenden Monaten zahlreiche riskante Missionen, die wegen der schwierigen Einsatzmodalitäten nicht immer von Erfolg gekrönt waren. Stellte sich dieser jedoch ein, bedeutete dies fast immer den Ausfall oder den Totalverlust von Kriegs- oder vorzugsweise Handelsschiffen mit ihren wertvollen Nachschubgütern.
Am 1. April 1942 übernahm Buscaglia das Kommando über die neue 132. Torpedofliegergruppe in Littoria, mit deren weiterem Ausbau er beauftragt wurde. Wegen des Mangels an speziellen Ersatzteilen und Nachschubgütern beauftragte er oft Handwerksunternehmen in der Umgebung mit Spezialanfertigungen für seine Flugzeuge. Als Vorgesetzten schätzte man ihn nicht nur wegen seiner Erfindungsgabe und seines Improvisationsgeists, sondern auch wegen seiner freundlichen und humanen Art. Buscaglia war Patriot, machte aber nie einen Hehl aus seiner Abneigung gegen den Faschismus.
Während der Operationen Vigorous und Harpoon im Juni 1942 operierte Buscaglias Gruppe von Sizilien aus gegen die britischen Konvois „Harpoon“ und „Vigorous“ und erlitt dabei erhebliche Verluste. Nur einige gegnerische Schiffe konnten beschädigt werden. Buscaglia selbst versenkte noch den Frachter Chant, der zuvor bereits von deutschen Flugzeugen beschädigt worden war. Auch der britische Zerstörer HMS Bedouin sank durch Torpedos von Buscaglias Staffel.
Bei der Bekämpfung der Operation Pedestal im August 1942 nahm Buscaglia mit seinen Flugzeugen von Pantelleria aus teil. Diese versenkten den Zerstörer HMS Foresight.
Nach der alliierten Landung in Nordwestafrika flog die 132. Gruppe etliche Einsätze an der algerischen Küste. Diese nahmen wegen der alliierten Luftüberlegenheit immer mehr den Charakter von Selbstmordoperationen an. Auch Buscaglia wurde von Jagdflugzeugen abgeschossen und für kurze Zeit als vermisst erklärt.

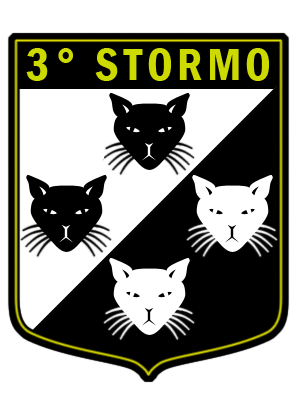
3º Stormo Buscaglia

Nach kurzer Zeit in britischer und amerikanischer Kriegsgefangenschaft kehrte er am 26. Juni 1944 nach Italien zurück, um auf alliierter Seite zu kämpfen (etliche seiner früheren Kameraden kämpften im Norden auf deutscher Seite weiter). Im Juli übernahm er das Kommando über die 28. italienische Bombergruppe. Am 23. August 1944 verunglückte Buscaglia, als er bei Neapel mit einem Baltimore-Bomber abheben wollte. Er starb am 24. August mit 29 Jahren in einem Krankenhaus.
Major Carlo Emanuele Buscaglia war im Zweiten Weltkrieg einer der höchstdekorierten Piloten der Regia Aeronautica. In der Nachkriegszeit trug das 3. Geschwader (3º Stormo, 28º und 132º Gruppo) in Verona-Villafranca seinen Namen.